# Angela Treiber
Angela Treiber (* 9. November 1962) ist eine deutsche Volkskundlerin.

## Leben
Angela Treiber studierte von 1982 bis 1987 Volkskunde, Geschichte, Kunstgeschichte (1987 Magister Artium an der Universität Würzburg). Nach der Promotion 1995 in Würzburg und der Habilitation 2002 in Bamberg ist sie seit 2004 Professorin für Volkskunde/Europäische Ethnologie an der Katholischen Universität Eichstätt-Ingolstadt.
Ihre Forschungsschwerpunkte sind historische und empirische Gemeinde- und Regionalstudien, Alltags- und sozialgeschichtliche Kulturanalyse, historische und empirische Religionsforschung (populäre Religiosität), Theorie- und Wissenschaftsgeschichte, Geschichte von Wissensmilieus, Brauch- und Ritualforschung, Migrationsforschung, Ethnografien des Politischen und Sachkulturforschung, Museums- und Kulturarbeit.

## Schriften (Auswahl)
- Bäuerliche Altenfürsorge in Franken. Am Beispiel eines fränkischen Juradorfes. Königshausen & Neumann, Würzburg 1988, ISBN 3-88479-377-2.
- Die Autorität der Tradition. Theoriegeschichtliche und quellenkritische Studien zur sogenannten „Volkskultur“ am Beispiel der spätmittelalterlichen Synodalstatuten der Kirchenprovinz Salzburg. Röll, Dettelbach 1996, ISBN 3-927522-93-7.
- Volkskunde und evangelische Theologie. Die Dorfkirchenbewegung 1907–1945. Böhlau, Köln/Weimar/Wien 2004, ISBN 3-412-14603-X.
- mit Simon Goebel, Thomas Fischer, Friedrich Kießling (Hrsg.): FluchtMigration und gesellschaftliche Transformationsprozesse. Transdisziplinäre Perspektiven. Springer VS, Wiesbaden 2018, ISBN 3-658-19035-3.